# Roosmarijn Reijmer
Roosmarijn Reijmer (Soest, 26 juli 1979) is een Nederlands radiomaker. Ze verwierf bekendheid als presentator van het radioprogramma 3voor12Radio op NPO 3FM.

## Radiocarrière
Tijdens haar studie journalistiek aan de School voor Journalistiek in Utrecht begon ze freelance te werken voor muziekblad OOR en VPRO's 3VOOR12. Direct na haar afstuderen begon ze in juli 2000 bij 3FM als internetredacteur.
In 2003 verhuisde Reijmer naar de muziekredactie van de zender, waar ze verantwoordelijk was voor de playlisten van onder andere de Arbeidsvitaminen, GIEL en RabRadio. Met deze aanstelling was Reijmer de eerste vrouwelijke fulltime muzieksamensteller in Nederland. Ook werkte ze als radioproducer op festivals als Pinkpop, Lowlands, Rock Werchter, Live 8, Live Earth, Serious Request en de locatie-uitzendingen van Eddy Zoëy met het programma Zoëyzo in Uruzgan, Afghanistan van 1 tot en met 4 januari 2007.
Ondertussen begon Reijmer in 2004 zelf ook programma's te maken op A-FM, de lokale zender voor Hilversum, Bussum en Naarden en op KX Radio, vanaf 2006. In oktober 2007 werd ze door de AVRO gevraagd voor een eigen programma op 3FM, iedere donderdagnacht van 1.00 tot 4.00 uur. In 2009 schoof ze door naar 4.00 tot 6.00 uur. Bij afwezigheid van Gerard Ekdom presenteerde Reijmer ook de Arbeidsvitaminen en het freaknachtprogramma Ekdom In De Nacht dat wekelijks werd uitgezonden op 3FM en NL3 in de nacht van vrijdag op zaterdag.
Op 18 juli 2011 werd bekendgemaakt dat zij vaste DJ werd voor het VPRO programma 3voor12Radio en is daarmee de opvolger van Eric Corton. In het programma besteedde ze veel aandacht aan nieuwe muziek en interviewde vele artiesten. Ook was ze in die periode te zien als presentator van evenementen op TV zoals Lowlands en Pinkpop.
Op vrijdag 8 december 2017 maakte ze haar laatste uitzending bij NPO 3FM. Ze heeft 17,5 jaar bij de zender gewerkt, waarvan 10 jaar als dj. Op 10 april 2020 maakte Reijmer en NPO Radio bekend dat ze per 1 mei 2020 terugkeert bij NPO 3FM als muziekcoördinator en zo mede het muziekbeleid van de zender gaat bepalen. Later ging ze ook muzieksamenstelling voor NPO Radio 2 doen.

## Prijzen
- In juni 2008 won Reijmer de Radiobitches Award voor Aanstormend Talent 2008.
- Na vanaf 2011 vijf jaar op rij genomineerd te zijn voor de Zilveren RadioSter voor vrouwen voor beste radiopresentatrice, won Reijmer de prijs in 2015.
- Ze won de Pop Media Prijs 2017.
- In 2018 won ze de Marconi Impact Award 2017.

## Trivia
- Na verschillende activiteiten voor Serious Request presenteerde zij tijdens de editie van 2012 in Enschede de Serious Request Headlines. Daarbij werkte zij samen met Timur Perlin.
- In 2017 pleitte Reijmer ervoor om vrouwelijke dj's meer kansen te geven op de landelijke radiostations.[3]